# Prochoerodes forficaria
Prochoerodes forficaria là một loài bướm đêm trong họ Geometridae.